# Nul ne guérit de son enfance
Nul ne guérit de son enfance (Niemand geneest van zijn jeugd) is een lied van Jean Ferrat (1930-2010). Het verscheen in november 1991 op het album Dans la jungle ou dans le zoo (In de jungle of in de dierentuin). Alle teksten en de muziek op dit album werden door Jean Ferrat geschreven.
De titel van het album is gebaseerd op een uitspraak van de Amerikaanse filmregisseur van Tsjecho-Slowaakse afkomst, Miloš Forman. Op doorreis van de Verenigde Staten naar Tsjecho-Slowakije zei hij in een uitzending op de Franse radio dat hij "de jungle verliet om terug te keren naar de dierentuin", een verwijzing naar de Koude Oorlog, waarin de westerse maatschappij wordt vergeleken met een jungle en het Oostblok met een dierentuin. Dans la jungle ou dans le zoo  was tegelijkertijd ook het eerste lied van het album. 
Het dertiende lied op dit album, Nul ne guérit de son enfance, is een belangrijk lied in Frankrijk, dat net als het in 1963 uitgebrachte Nuit et Brouillard de Tweede Wereldoorlog als thema heeft. Jean Ferrat schreef het gebaseerd op zijn eigen leven, maar ook omdat hij vaak had opgemerkt dat mensen die moeilijkheden in hun jeugd hadden ervaren, ongeacht de redenen, de effecten constant met zich meedroegen. Het wordt regelmatig aangehaald in de Franse pers. In tegenstelling tot Nuit et brouillard zou het mildere Nul ne guérit de son enfance niet tot een controverse leiden en de Franse overheid (het Élysée) zag daarom in 1991 geen reden om het lied te verbieden op de radio en de televisie.

## De titel
Jean Ferrat beschrijft in het lied Nul ne guérit de son enfance dat niemand van zijn jeugd geneest. Elke keer herinnert hij zich het verlies van zijn joodse vader Michel Tenenbaum die op 19 maart 1942 in Parijs op straat door de Duitsers werd opgepakt en geïnterneerd in Compiègne en daarna in Drancy. Vervolgens werd hij getransporteerd naar Auschwitz waar hij op 5 oktober 1942 op 56-jarige leeftijd werd vermoord door de Duitsers. Jean Ferrat was toen twaalf jaar. 

## Eerste couplet
In het eerste couplet geeft Jean Ferrat aan dat hij telkens aan zijn jeugd wordt herinnerd, een jeugd die ruw werd verstoord door de Tweede Wereldoorlog. Hij kan zich er niet van bevrijden, de tijd houdt hem tegen, de tijd doet een stap achteruit en trekt hem telkens weer op zijn knieën: “Sans que je puisse m’en défaire/Le temps met ses jambes à mon cou/Le temps qui part en marche arrière me fait sauter sur ses genoux“. Hij ziet zijn ouders en broers en zussen weer voor zich die dollen en hij proeft de onschuld als jam van de maand augustus: “Mes parents, l'été, les vacances, mes frères et sœurs faisant les fous/J'ai dans la bouche l'innocence des confitures du mois d'août”. Dan volgt het refrein waarin hij zingt dat niemand van zijn jeugd geneest: “Nul ne guérit de son enfance, de son enfance”.

## Tweede couplet
In het tweede couplet beschrijft hij een idyllische scène uit zijn jeugd. De servetten en parasolletjes worden geopend als het theetijd is om de zoete jongedames in hun zomerjurken wat verkoeling toe te wuiven: “Les napperons et les ombrelles qu'on ouvrait à l'heure du thé/Pour rafraichir les demoiselles roses dans leurs robes d'été”. Met zijn neus in het kant van hun jurken, ruikt hij tegen het licht in de verleidelijke geur van de liefde in de parfum van de mirabellen: “Et moi le nez dans leurs dentelles, je respirais à contre-jour/Dans le parfum des mirabelles, l'odeur troublante de l'amour”.

## Derde couplet
In het derde couplet tekent hij de gewelddadige wind van de geschiedenis die spottend hun jeugd verjoeg en hun lachen in tranen veranderde: “Le vent violent de l'histoire allait disperser à vau-l'eau/Notre jeunesse dérisoire, changer nos rires en sanglots”. Het beeld van zijn verdwenen vader, omgekomen tijdens de oorlog, komt met een verbijsterende kracht opnieuw tot leven: “l'image d'un père évanoui/Qui disparut avec la guerre, renaît d'une force inouie”.

## Vierde couplet
In het vierde couplet vraagt hij zich af waarom hij zijn vader die hij nooit meer terug zou zijn niet beter in het oog heeft gehouden. Hij had hem uitgezwaaid zonder te weten dat het een afscheid was: “Celui qui vient à disparaître, pourquoi l'a-t-on quitté des yeux/On fait un signe à la fenêtre sans savoir que c'est un adieu”.

## Vijfde couplet
Toch eindigt het vijfde en laatste couplet niet somber. Door zijn nieuwe liefde, zijn geliefde vrouw (Colette, met wie hij in 1992 zou trouwen) vindt hij gaandeweg de onschuld weer terug en kan hij opnieuw genieten van het leven en het warme weer: “Ouvre tes bras, ouvre ton âme, que j'en savoure en toi le goût/Mon amour frais, mon amour femme/Le bonheur d'être et le temps doux”. Zij helpt hem te genezen van zijn jeugd: “Pour me guérir de mon enfance, de mon enfance”.